# Mazbān
Mazbān (persiska: مزبان) är en ort i Iran.   Den ligger i provinsen Khuzestan, i den västra delen av landet, 600 km sydväst om huvudstaden Teheran. Mazbān ligger 8 meter över havet och antalet invånare är 228.
Terrängen runt Mazbān är mycket platt.Runt Mazbān är det ganska tätbefolkat, med 144 invånare per kvadratkilometer. Närmaste större samhälle är Qajarīyeh-ye Yek, 4,6 km söder om Mazbān. Omgivningarna runt Mazbān är i huvudsak ett öppet busklandskap.